# 端迪运河

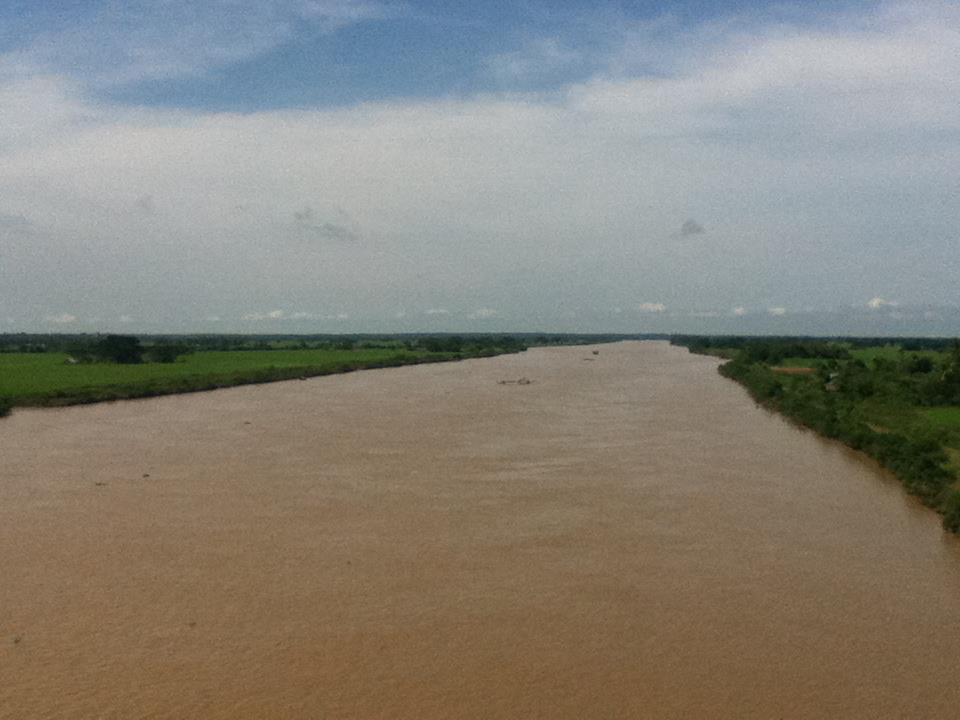
端迪运河

端迪运河（緬甸語： [tʊ̀ɰ̃té tú mjáʊɰ̃]），位于缅甸南部，沟通伊洛瓦底江和仰光河，长35公里，以运河中段的同名城镇命名，1915年完工通航。这里长期是仰光通往伊洛瓦底江三角洲的最快路径，直到20世纪90年代开通公路，但该运河仍维持繁忙景象。运河上唯一一座桥梁是端迪桥。

## 历史
端迪运河于1903年，英属缅甸时代动工开辟，1915年完工，由伊洛瓦底船队公司经营运河航运。1935年，又开展拓宽加深工程，使得大型船只可自此航往曼德勒，不必像从前一般驶出仰光河，再自海绕入伊洛瓦底江。
缅甸独立后，端迪运河成为各方争夺的交通要道，一度为缅共控制，当时缅甸总理吴努和克伦族领袖苏巴吴基协商让克伦民族保卫组织控制运河，却被仰光的缅族媒体误会是克伦族谋求叛乱，加深了克伦族和缅族的矛盾，是日后克伦冲突的导火索之一。
由于长年失修，端迪运河逐渐淤塞变窄。2010年，开展河口拓宽工程，将河口拓宽了180米。但两岸的混凝土堤防仍未建设，通航问题如今仍然存在。